# Wołodymyr Tymczij
Wołodymyr Tymczij, ps. Łopatynskyj (ur. 1913 w Grabowcu koło Stryja, zm. 1940 koło Ustjanowej) – ukraiński działacz niepodległościowy, nacjonalista ukraiński, prowindyk krajowy OUN.
Pochodził z rodziny chłopskiej. Ukończył utrakwistyczne gimnazjum w Stryju. Następnie podjął studia na Uniwersytecie Lwowskim, których nie ukończył. 
Działał w Junactwie OUN oraz w organizacjach: Proswita, Sokił oraz Ridna Szkoła.
Od lipca 1934 do marca 1935 oraz od maja 1935 do czerwca 1936 osadzony w obozie w Berezie Kartuskiej. W OUN działał od 1932, od sierpnia 1939 do lutego 1940 był prowidnykiem krajowym OUN. 
Podczas rozłamu w organizacji opowiedział się po stronie Bandery. Zginął w lutym 1940 podczas powrotu z Krakowa na Ukrainę, zastrzelony podczas przekraczania granicy niemiecko-radzieckiej.

## Literatura
- Roman Wysocki: Organizacja Ukraińskich Nacjonalistów w Polsce w latach 1929–1939, Lublin 2003, Wydawnictwo UMCS, ISBN 83-227-2101-3